# Грантс, Янис
Янис Грантс при рождении Ян Альфредович Екабсон (лат.Jānis Grants; 3 июня1909, Даугавгрива, Рига - 4 декабря 1970) – латышский и советский писатель

, журналист, редактор.
Заслуженный работник культуры Латвийской ССР (1969). Лауреат Государственной премии Латвийской ССР (1960).

## Биография
Сын рыбака. Участник рабочего движения. В 1931 году начал публиковаться в газете «Pamatšķira» и журнале «Strādnieku Sports un Sargs». 
После Государственного переворота в Латвии (1934) был арестован и заключён  в Рижскую центральную тюрьму и Даугавпилсскую тюрьму за антигосударственную деятельность, освобождён в 1938 году.
После Присоединения Латвии к СССР вступил в Союз писателей ЛатвССР и стал заместителем редактора газеты «Дарбс», затем главным редактором журнала «Атпута». 
После начала Отечественной войны в июле 1941 года был эвакуирован в Чувашскую АССР. В сентябре 1941 года направлен в 201-ю Латышскую стрелковую дивизию, но был освобождён  от военной службы после ранения в боях при обороне Москвы. Работал в газетах «Падомью Стрелниекс» и «Пар Падомью Латвия» (1942—1944).
В произведениях писателя изображены тяжелые условия жизни рыбацкой бедноты и портовых рабочих. Автор рассказов «Октябрьское солнце», «На мели» (1940—41), сборников «У истоков речки» (1945), «Оборона деревни на холме» (1947), «Фронтовые рассказы» (1948) и др.; романа «За нами Москва» (1954), «Шумит голубой простор» (1959).

## Избранные сочинения
- 1945: "Mazās upes sākums".
- 1947: "Kalna sādžas aizstāvēšana" (apvienoti krājumā "Frontes stāsti").
- 1948: "Frontes stāsti".
- 1949: "Vēja pusē".
- 1954: "Aiz mums Maskava".
- 1959: "Ausma ceļā".
- 1959: "Šalc zilais lauks".
- 1962: "Saules lēkti Vēju salā".
- 1964: "Kuģis piestāj jaunības krastā".
- 1965: "Doka komandieris".
- 1968: "Liesmo zilā uguntiņa".